# Date Course
Albums de lyrical school
SPOT
(10 mars 2015)
Albums par tengal6
CITY
(25 mai 2012)
Singles
1. Sorya Natsu da! / Oide yo
Sortie : 22 août 2012
2. Ribbon wo Kyutto
Sortie : 12 décembre 2012
3. PARADE
Sortie : 15 mai 2013
4. (...) / My Kawaii Nichijōtachi
Sortie : 11 décembre 2013

Date Course (écrit date course) est le deuxième album du groupe de hip-hop japonais lyrical school le premier album sous cette appellation après un album sous celle de tengal6.

## Détails de l'album
L'album sort le 18 septembre 2013 en une seule édition (régulière) et atteint la 42e place des classements hebdomadaires des ventes de l'Oricon. Une version vinyle 33 tours de l'album est mise en vente le mois suivant le 2 octobre 2013.
L’illustration figurant sur la pochette a été dessinée par le mangaka Hisashi Eguchi.
Cet album contient 13 chansons dont les derniers singles sortis auparavant : Sorya Natsu da! / Oide yo (2012), Ribbon wo Kyutto (2012) et PARADE (2013). Il contient notamment une chanson My Kawaii Nichijōtachi qui, par rapport aux singles précédents, ne sortira que deux mois après la sortie l'album en tant que chanson co-face A du prochain single du groupe intitulé Waratte.net / My Kawaii Nichijōtachi.
Les deux premiers singles de l'album Sorya Natsu da! / Oide yo et Ribbon wo Kyutto sont donc interprétées par la formation originale du groupe (Ami, Yumi, Ayaka, Mei avec Erika et Mariko qui ne sont pas créditées), le troisième single PARADE cette fois-ci sans Mariko (qui a quitté le groupe en janvier 2013, remplacée par Hina qui a rejoint le groupe peu après) ainsi que neuf chansons inédites (dont certaines avec Erika) par la formation du temps de l'album qui se compose alors de : Ami, Yumi, Ayaka, Hina, Mei et Minan (dernier membre à avoir rejoint le groupe à cette époque, peu après le départ d'Erika en juin 2013).
Une musique-vidéo d'une des chansons inédites Hitori Bocchi no Labyrinth est mise en ligne le 10 septembre sur YouTube pour promouvoir la sortie de l'opus.
De plus, une tournée de concerts intitulée Lyrical School date course Special Tour Final est donnée du 5 octobre au 3 novembre 2013.

## Formation
Membres du temps de l'album
- Ayaka (leader)
- Ami
- Yumi
- Mei
- Hina (absente sur les pistes n°2, 4 et 12)
- Minan (absente sur les pistes n°2, 4, 6 et 12)

Ex-membres non crédités
- Mariko (pistes n°2, 4 et 12)
- Erika (pistes n°2, 4, 6 et 12)

## Liste des titres
| 1.  | -drive-                                               |                      |                            |                        | 0:37 |
| 2.  | Sorya Natsu da! (そりゃ夏だ！)                        | tofubeats            | tofubeats                  | 1er single ; co-face A | 4:12 |
| 3.  | Wow♪                                                  | Fragment             | Potemkine (de Gaki Ranger) |                        | 3:42 |
| 4.  | Ribbon wo Kyutto (リボンをきゅっと)                   | tofubeats            | tofubeats                  | 2e single              | 4:40 |
| 5.  | Nagareru Toki no Yō ni (流れる時のように)             | Hashidakazuma        | Lu Bu                      |                        | 3:16 |
| 6.  | PARADE                                                | tofubeats            | tofubeats                  | 3e single              | 3:57 |
| 7.  | -turn-                                                |                      |                            |                        | 0:22 |
| 8.  | Demo (でも)                                           | okadada              | okadada                    |                        | 3:47 |
| 9.  | P.S.                                                  | Kosuke Takahashi     | Tatsuya Iwabuchi           |                        | 4:29 |
| 10. | Hitori Bocchi no Labyrinth (ひとりぼっちのラビリンス) | tofubeats            | tofubeats                  | chanson promotionnelle | 4:24 |
| 11. | Taxi                                                  |                      |                            |                        | 1:12 |
| 12. | Oide yo (おいでよ)                                    | tofubeats            | tofubeats                  | 1er single ; co-face A |      |
| 13. | My Kawaii Nichijōtachi (Myかわいい日常たち)           | Jun Kamoda (Illreme) | Jun Kamoda                 | 4e single ; co-face A  | 4:07 |

## Personnel
- Producteur : Kim Yasuhiro
- Enregistrement : Nu Funk Factory
- Ingénieur (enregistrement) : Nu Funk Factory MO-RIKI
- Mastering : Isao Kumano For PHONON STUDIO
- A&R : Hisayoshi Sasaki (BOOTROCK Inc.)
- Manager : Tatsuya Iwabuchi, Kazuyo Hirotani (exceed alpha)
- Directeur A&R : Shogo Yoshino (TOWER RECORDS)
- Directeur assistant : Satoshi Furuki (TOWER RECORDS)
- Promotion des ventes : Shinmei Tanaka, Masafumi Yukita (TOWER RECORDS)
- Relations publiques : Tatsuro Yagawa (TOWER RECORDS)
- Coordinateur de label : Mariko Mukai (TOWER RECORDS)
- Producteur A&R : Makoto Murakami (TOWER RECORDS)
- Producteur exécutif : Ikuo Minewaki (T-Palette Records)
- Illustrateur : Hisashi Eguchi
- Directeur design / art : Masataka Yoshida (mza)
- Photographe : Kameda Mokei